# Puente de los Libertadores
El puente de los Libertadores, a veces conocido como el Paso de los Libertadores, es un puente colonial que se encuentra en el municipio de Mizque, ubicado en la región de los valles de Bolivia. Fue construido en la época colonial, cruzando el río Kuri, cerca a la localidad homónima, y a 25 km de la localidad de Mizque. Lleva su nombre debido a que el puente sirvió de paso del Libertador Simón Bolívar, en camino hacia la ciudad de Chuquisaca (actual Sucre) en su recorrido por el Alto Perú (actual Bolivia).
La ingeniería usada para su construcción se basa en el adoquinado de las piedras que fue trabajada con argamasa preparada en base a la mezcla de cal, arena y abundante clara de huevo.
En 2019 fue declarado Patrimonio Cultural, Histórico y Natural del departamento de Cochabamba.
No debe confundirse con el nuevo Puente de los Libertadores, que se encuentra 250 metros al oeste y que cruza el mismo río.